# Cytidin
Cytidin (C nebo Cyd) je nukleosid složený z pyrimidinové nukleové báze cytosinu a pětiuhlíkatého cukru ribózy. Tyto dvě stavební částice jsou spojeny glykosidovou vazbou. Analogem s deoxyribózou je deoxycytidin.
Cytidin je základní stavební částice nukleových kyselin, případně cytidinových nukleotidů  (CMP, CDP, CTP a dalších sloučenin). Je tedy jedním ze čtyř nukleosidových stavebních bloků, ze kterých se skládá ribonukleová kyselina RNA. Dalšími jsou adenosin, guanosin a uridin.
Cytidin může být fosforylován jednou až třikrát, což vede k CMP (cytidinmonofosfát),  CDP (cytidindifosfát) a CTP (cytidintrifosfát). Tyto formy hrají důležitou roli v různých biochemických procesech.

## Vlastnosti

Vzorec páru bází G-C

- Cytidin je součástí ribonukleové kyseliny (RNA) a tvoří bázový pár s guanosinem.
- Cytidin je mezistupeň metabolismu pyrimidinu. Ten je dále fosforylován na cytidin-5′-difosfát (CDP) a následně na cytidin-5′-trifosfát (CTP).
- CDP a CTP slouží jako stavební kameny při syntéze ribonukleové kyseliny (RNA) a jako aktivační skupina při syntéze lipidů, jako je lecitin, cefalin a kardiolipin.
- Degradace CDP a CTP zpět na cytosin se provádí katalytickou aktivitou pyrimidinové nukleosidázy.

## Biologické funkce
- Cytidin je jedním ze stavebních kamenů RNA
- Cytidin řídí cyklus neuronálního gliálního glutamátu, přičemž jeho doplňování snižuje hladinu středního frontálního (mozkového) glutamátu (glutaminu).
- Cytidin je zkoumán jako potenciální antidepresivum. Například u krys navozuje zvýšený příjem cytidinu antidepresivní účinky.[1]

## Zdroje stravy
- Nejvíce cytidinu obsahují potraviny bohaté na RNA, tedy například vnitřní orgány živočichů, kvasnice nebo potraviny bohaté na pyrimidin, jako je například pivo.[2]
- Během trávení se potraviny bohaté na RNA rozkládají na ribosylpyrimidin, který je absorbován neporušený.
- U lidí se cytidin v potravě přeměňuje na uridin, což je pravděpodobně sloučenina stojící za metabolickými účinky cytidinu.

## Analogy cytidinu
Je známo několik analogů cytidinu, které mají potenciál pro využití ve farmakologií:
- Sloučenina KP-1461 je anti-HIV látka, která působí jako virový mutagen.
- Zebularin existuje v escherichia coli a je zkoumán pro využití v chemoterapii.
- Nízké dávky azacitidinu a jeho analogu decitabinu prokázaly výsledky proti rakovině prostřednictvím epigenetické demethylace.